# 山川廉
山川 廉（やまかわ れん、1998年7月7日 - ）は、奈良県出身の元プロサッカー選手。サッカー指導者。現役時代のポジションはミッドフィールダー。

## 来歴
ヴィッセル神戸のアカデミー出身。高校卒業後はトップチームに昇格せず、大阪教育大学に進学した。
2021年1月4日、2021年シーズンからのいわてグルージャ盛岡加入内定が発表された。4月3日、J3第4節のFC今治戦でJリーグデビューを果たした。
2022年11月1日、いわてグルージャ盛岡は契約期間の満了を発表。11月28日、カンセキスタジアムとちぎで行われたJリーグ合同トライアウトに出場した。

## 所属クラブ
- 2011年 - 2013年 アスペガスFCジュニアユース
- 2014年 - 2016年 ヴィッセル神戸U-18
- 2017年 - 2020年 大阪教育大学
- 2021年 - 2022年  いわてグルージャ盛岡

## 個人成績
| 国内大会個人成績 | 国内大会個人成績 | 国内大会個人成績 | 国内大会個人成績 | 国内大会個人成績 | 国内大会個人成績 | 国内大会個人成績  | 国内大会個人成績  | 国内大会個人成績 | 国内大会個人成績 | 国内大会個人成績 | 国内大会個人成績 |
| 年度             | クラブ           | 背番号           | リーグ           | リーグ戦         | リーグ戦         | リーグ杯          | リーグ杯          | オープン杯       | オープン杯       | 期間通算         | 期間通算         |
| 年度             | クラブ           | 背番号           | リーグ           | 出場             | 得点             | 出場              | 得点              | 出場             | 得点             | 出場             | 得点             |
| 日本             | 日本             | 日本             | 日本             | リーグ戦         | リーグ戦         | リーグ杯          | リーグ杯          | 天皇杯           | 天皇杯           | 期間通算         | 期間通算         |
| ---------------- | ---------------- | ---------------- | ---------------- | ---------------- | ---------------- | ----------------- | ----------------- | ---------------- | ---------------- | ---------------- | ---------------- |
| 2021             | 岩手             | 23               | J3               | 3                | 0                | -                 | -                 | 1                | 2                | 4                | 2                |
| 2022             | 岩手             | 23               | J2               | 0                | 0                | -                 | -                 |                  |                  |                  |                  |
| 通算             | 日本             | 日本             | J2               | 0                | 0                | -\|\|\|\|\|\|\|\| | -\|\|\|\|\|\|\|\| |                  |                  |                  |                  |
| 通算             | 日本             | 日本             | J3               | 3                | 0                | -                 | -                 | 1                | 2                | 4                | 2                |
| 総通算           | 総通算           | 総通算           | 総通算           | 3                | 0                | -                 | -                 | 1                | 2                | 4                | 2                |

## 指導歴
- 2023年 - 横浜FC
  - 2023年 スクールコーチ
  - 2024年 - ユース コーチ